# Кубок Второй лиги Украины по футболу 2000/2001
2-й розыгрыш Кубка Второй лиги Украины прошёл с 6 августа 2000 года по 9 мая 2001 года. Участие приняло 44 клуба Второй лиги Украины сезона 2000/2001. Победителем стало житомирское «Полесье», в финале обыгравшее армянский «Титан». Вместе с командами, выбывшими в полуфинале (дружковский «Машиностроитель» и золочевский «Сокол»), эти клубы получили право участвовать в 1/16 Кубка Украины 2000/2001

## Участники
- «Авангард» (Ровеньки)
- «Адомс» (Кременчуг)
- «Арсенал» (Харьков)
- «Верес» (Ровно)
- «Ворскла-2» (Полтава)
- «Газовик» (Комарно)
- «Галичина» (Дрогобыч)
- «Горняк-Спорт» (Комсомольск)
- «Динамо» (Львов)
- «Динамо-3» (Киев)
- «Десна» (Чернигов)
- «Днепр-3» (Днепропетровск)
- «Заря» (Луганск)
- ФК «Калуш»
- «Карпаты-2» (Львов)
- ФК «Красилов»
- «Кривбасс-2» (Кривой Рог)
- «Машиностроитель» (Дружковка)
- «Металлист-2» (Харьков)
- «Металлург-2» (Мариуполь)
- «Металлург-2» (Запорожье)
- «Нефтяник» (Долина)
- «Оболонь-ПВО» (Киев)
- «Олимпия ФК АЭС» (Южноукраинск)
- «Олком» (Мелитополь)
- «Оскол» (Купянск)
- «Полесье» (Житомир)
- «Портовик» (Ильичёвск)
- «Прикарпатье-2» (Ивано-Франковск)
- «Ригонда» (Белая Церковь)
- «Система-Борекс» (Бородянка)
- «Сокол» (Золочев)
- «Сталь-2» (Алчевск)
- «Тернополь-Нива-2» (Тернополь)
- «Техно-Центр» (Рогатин)
- «Титан» (Армянск)
- «Торпедо» (Запорожье)
- «Фрунзенец-Лига-99» (Сумы)
- СК «Херсон»
- «Цементник-Хорда» (Николаев)
- ФК «Черкассы-2»
- «Черноморец-2» (Одесса)
- «Шахтёр-3» (Донецк)
- «Энергетик» (Бурштын)

## Предварительный этап
Матчи этого этапа состоялись 29 июня 2000 года
| Команда 1                         | Счёт         | Команда 2                       |
| --------------------------------- | ------------ | ------------------------------- |
| «Тернополь-Нива-2» (Тернополь)    | 0:3          | ФК «Красилов»                   |
| «Сокол» (Золочев)                 | 4:0          | ФК «Калуш»                      |
| «Карпаты-2» (Львов)               | 2:1          | «Галичина» (Дрогобыч)           |
| «Динамо-3» (Киев)                 | +:-          | «Верес» (Ровно)                 |
| «Прикарпатье-2» (Ивано-Франковск) | 0:0 (п. 4:2) | «Техно-Центр» (Рогатин)         |
| «Десна» (Чернигов)                | 3:1          | «Ригонда» (Белая Церковь)       |
| ФК «Черкассы-2»                   | 2:1          | «Горняк-Спорт» (Комсомольск)    |
| «Днепр-3» (Днепропетровск)        | 1:2          | «Фрунзенец-Лига-99» (Сумы)      |
| СК «Херсон»                       | 0:1          | «Титан» (Армянск)               |
| «Металлург-2» (Запорожье)         | 3:1          | «Олком» (Мелитополь)            |
| «Портовик» (Ильичёвск)            | 0:2          | «Олимпия ФК АЭС» (Южноукраинск) |
| «Сталь-2» (Алчевск)               | 1:0          | «Авангард» (Ровеньки)           |

## 1/16 финала
Матчи этого этапа состоялись 6 августа 2000 года
| Команда 1                         | Счёт         | Команда 2                    |
| --------------------------------- | ------------ | ---------------------------- |
| «Олимпия ФК АЭС» (Южноукраинск)   | 2:0          | «Черноморец-2» (Одесса)      |
| «Сокол» (Золочев)                 | 1:0          | «Газовик» (Комарно)          |
| «Машиностроитель» (Дружковка)     | 2:0          | «Металлург-2» (Мариуполь)    |
| «Энергетик» (Бурштын)             | 5:0          | «Динамо» (Львов)             |
| «Металлург-2» (Запорожье)         | 1:0          | «Торпедо» (Запорожье)        |
| «Прикарпатье-2» (Ивано-Франковск) | 1:5          | «Полесье» (Житомир)          |
| «Заря» (Луганск)                  | 6:2          | «Сталь-2» (Алчевск)          |
| «Титан» (Армянск)                 | 3:1          | «Кривбасс-2» (Кривой Рог)    |
| «Шахтёр-3» (Донецк)               | 2:0          | «Металлист-2» (Харьков)      |
| «Ворскла-2» (Полтава)             | 0:2          | «Арсенал» (Харьков)          |
| «Десна» (Чернигов)                | 1:1 (п. 5:6) | «Оболонь-ПВО» (Киев)         |
| ФК «Красилов»                     | 2:3          | «Нефтяник» (Долина)          |
| «Динамо-3» (Киев)                 | 1:1 (п. 2:3) | «Система-Борекс» (Бородянка) |
| «Цементник-Хорда» (Николаев)      | 1:0          | «Карпаты-2» (Львов)          |
| «Фрунзенец-Лига-99» (Сумы)        | 2:1          | «Оскол» (Купянск)            |
| «Адомс» (Кременчуг)               | 2:0          | ФК «Черкассы-2»              |

## 1/8 финала
Матчи этого этапа состоялись 16 августа 2000 года
| Команда 1                     | Счёт       | Команда 2                       |
| ----------------------------- | ---------- | ------------------------------- |
| «Система-Борекс» (Бородянка)  | 0:1        | «Полесье» (Житомир)             |
| «Оболонь-ПВО» (Киев)          | 2:0        | «Адомс» (Кременчуг)             |
| «Фрунзенец-Лига-99» (Сумы)    | 0:2        | «Титан» (Армянск)               |
| «Машиностроитель» (Дружковка) | 4:1        | «Заря» (Луганск)                |
| «Нефтяник» (Долина)           | 1:2        | «Сокол» (Золочев)               |
| «Цементник-Хорда» (Николаев)  | 0:1        | «Энергетик» (Бурштын)           |
| «Металлург-2» (Запорожье)     | 2:1        | «Олимпия ФК АЭС» (Южноукраинск) |
| «Арсенал» (Харьков)           | 1:0 (д.в.) | «Шахтёр-3» (Донецк)             |

## 1/4 финала
Матчи этого этапа состоялись 30 августа 2000 года
| Команда 1                     | Счёт       | Команда 2                 |
| ----------------------------- | ---------- | ------------------------- |
| «Сокол» (Золочев)             | 1:0        | «Энергетик» (Бурштын)     |
| «Полесье» (Житомир)           | 4:0        | «Оболонь-ПВО» (Киев)      |
| «Титан» (Армянск)             | 1:0        | «Металлург-2» (Запорожье) |
| «Машиностроитель» (Дружковка) | 3:2 (д.в.) | «Арсенал» (Харьков)       |

## 1/2 финала
Матчи этого этапа состоялись 2 мая 2001 года
| Команда 1         | Счёт | Команда 2                     |
| ----------------- | ---- | ----------------------------- |
| «Сокол» (Золочев) | 0:2  | «Полесье» (Житомир)           |
| «Титан» (Армянск) | 3:0  | «Машиностроитель» (Дружковка) |

## Финал
| 9 мая 2001 | \| «Полесье» (Житомир) \| 4:0 протокол (укр.) \| «Титан» (Армянск) \| \| Паршин 9′, 86′ · Ибрагимов 16′ · Клобуков 80′ (авт.) \| Голы \| \| | «ЦСКА», Киев Зрителей: 1500 Судья: Вадим Шевченко (Киев) |
| «Полесье»:Полищук, Лагойда, Якушев, Хлапонин, Соболевский, Сарган (Гук, 32'), Бутханов (Ю. Ковальчук, 70'), Ибрагимов, Петришен (Табачун, 58'), Паршин, Софилканич Гл. тренер: Ефим Школьников «Титан»: Борячинский, Ишмаков, Визавер, Клобуков, Кузнецов, Литвин (Петроченко, 46'), Грищенко, Кунденок (Никифоров, 67'), Войнаровский, Арбузов, Давыдович (Г. Ковальчук, 73') Гл. тренер: Анвар Сулейманов | |                                                          |
| «Полесье» (Житомир) | 4:0 протокол (укр.) | «Титан» (Армянск)                                        |
| Паршин 9′, 86′ · Ибрагимов 16′ · Клобуков 80′ (авт.) | Голы |                                                          |

## Лучшие бомбардиры
| Место | Игрок            | Клуб            | Матчи | Голы (пен.) |
| ----- | ---------------- | --------------- | ----- | ----------- |
| 1     | Геннадий Скидан  | Полесье         | 3     | 5 (3)       |
| 2     | Эдуард Багиров   | Сокол           | 5     | 5           |
| 3     | Олег Горенчук    | Красилов        | 2     | 4 (1)       |
| 4     | Виталий Одинцов  | Машиностроитель | 2     | 4 (3)       |
| 5     | Эльдар Ибрагимов | Полесье         | 5     | 4           |
| 6     | Павел Паршин     | Полесье         | 2     | 3           |